# Couin
Couin ist eine französische Gemeinde mit 79 Einwohnern (Stand 1. Januar 2022) im Département Pas-de-Calais in der Region Hauts-de-France. Sie gehört zum Arrondissement Arras, zum Kanton Avesnes-le-Comte und zum Kommunalverband Campagnes de l’Artois.

## Lage
Die Gemeinde Couin liegt am Südrand des Artois an der Grenze zum Département Somme, 25 Kilometer südwestlich von Arras und 30 Kilometer nordöstlich von Amiens. Couin liegt nahe der Quelle des Küstenflusses Authie. Nachbargemeinden von Couin sind Hénu im Norden, Souastre im Nordosten, Coigneux im Osten, Bus-lès-Artois im Süden, Saint-Léger-lès-Authie im Westen sowie Pas-en-Artois im Nordwesten.

## Bevölkerungsentwicklung
| Jahr                       | 1962 | 1968 | 1975 | 1982 | 1990 | 1999 | 2006 | 2015 | 2022 |
| -------------------------- | ---- | ---- | ---- | ---- | ---- | ---- | ---- | ---- | ---- |
| Einwohner                  | 121  | 90   | 91   | 79   | 71   | 90   | 126  | 109  | 79   |
| Quellen: Cassini und INSEE |      |      |      |      |      |      |      |      |      |

## Sehenswürdigkeiten

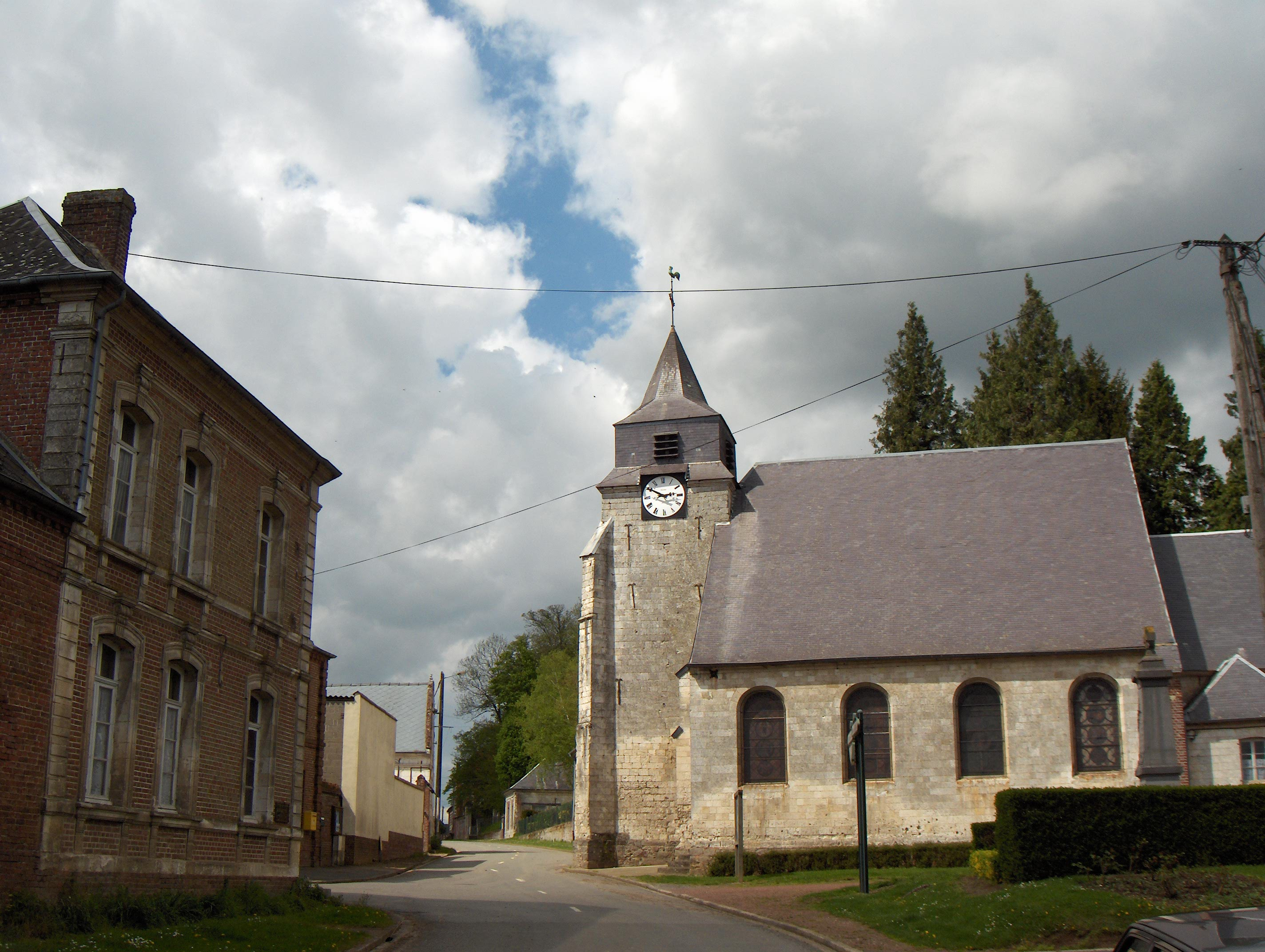
Kirche Saint-Pierre
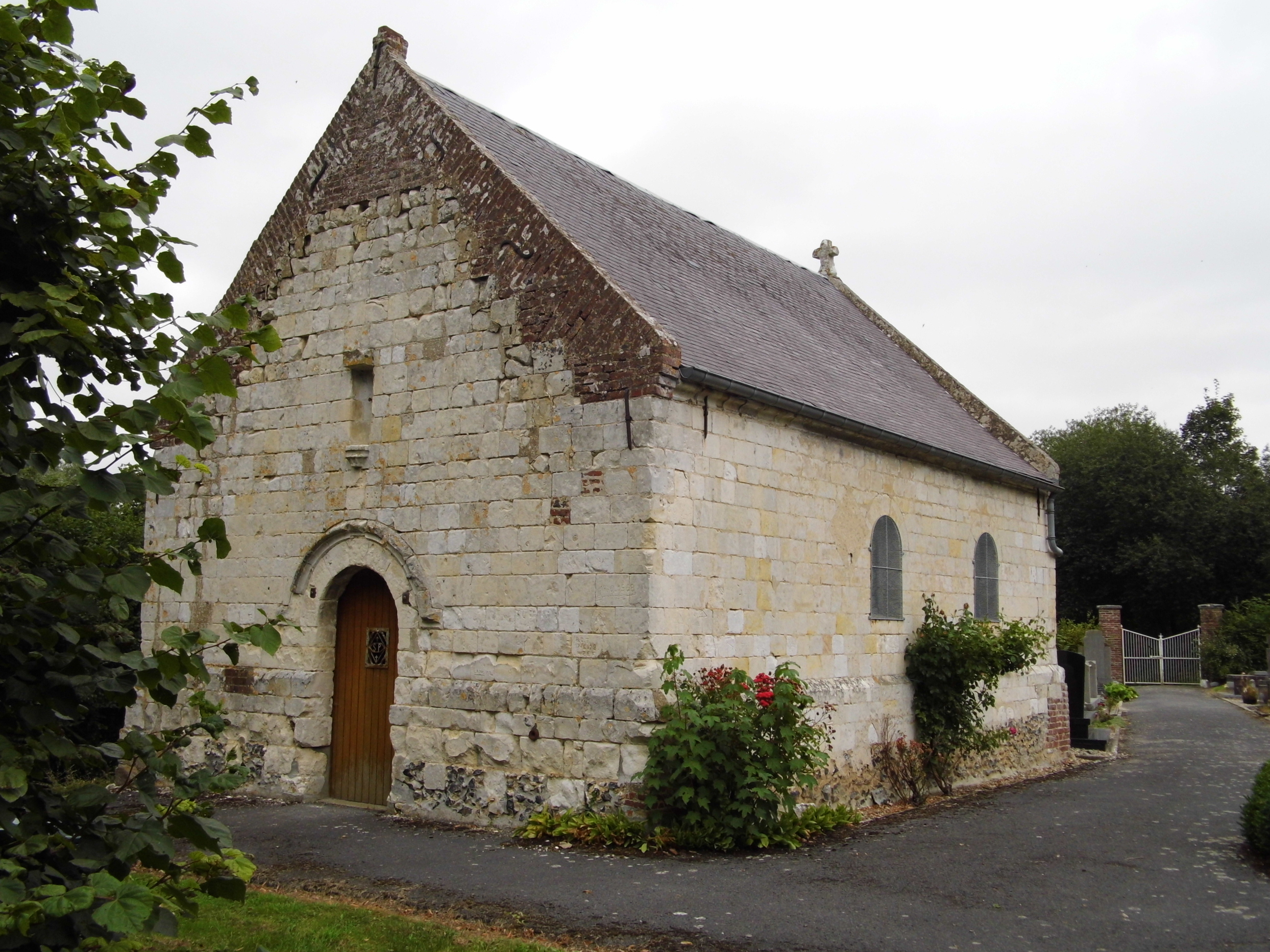
Kapelle Couin
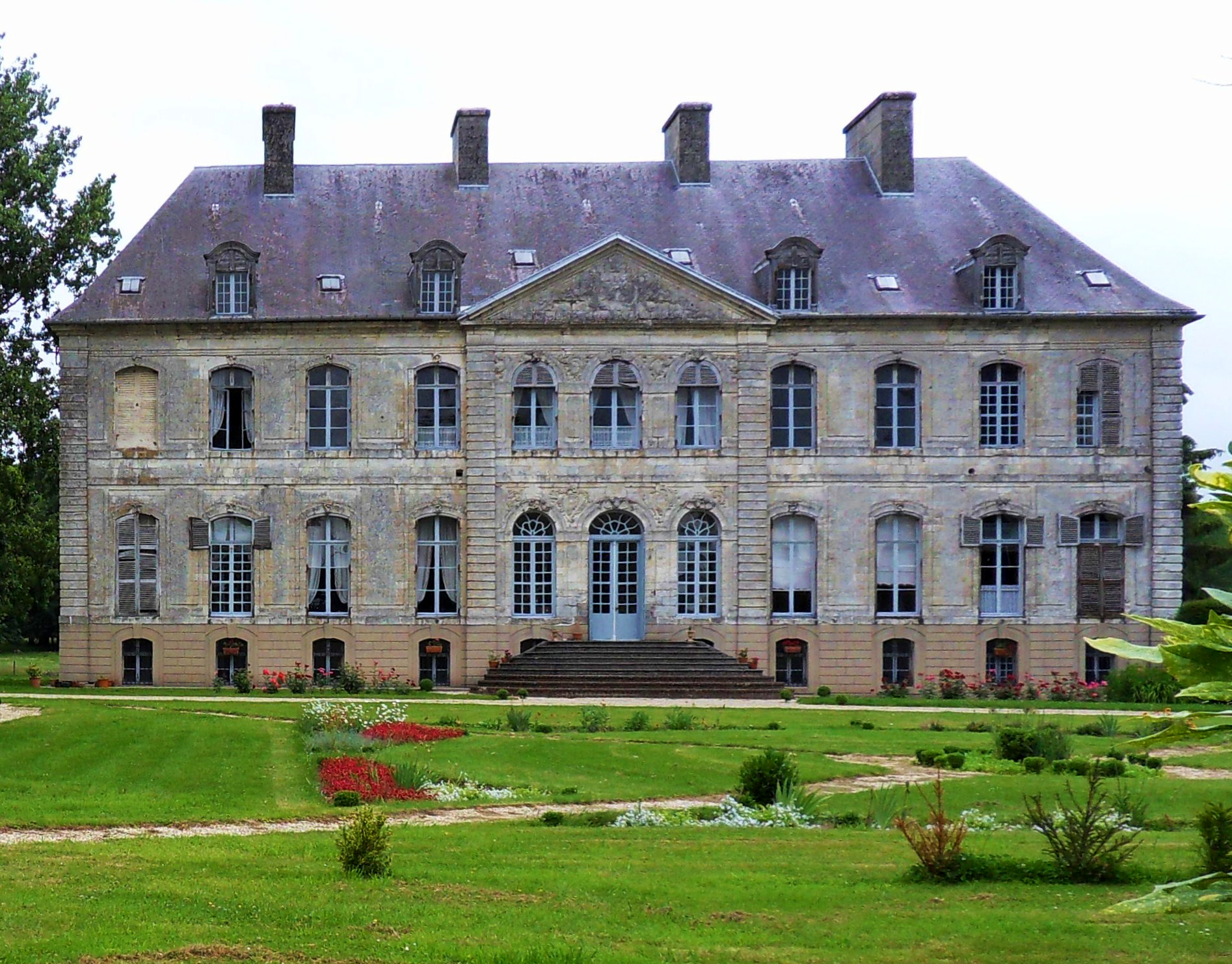
Schloss
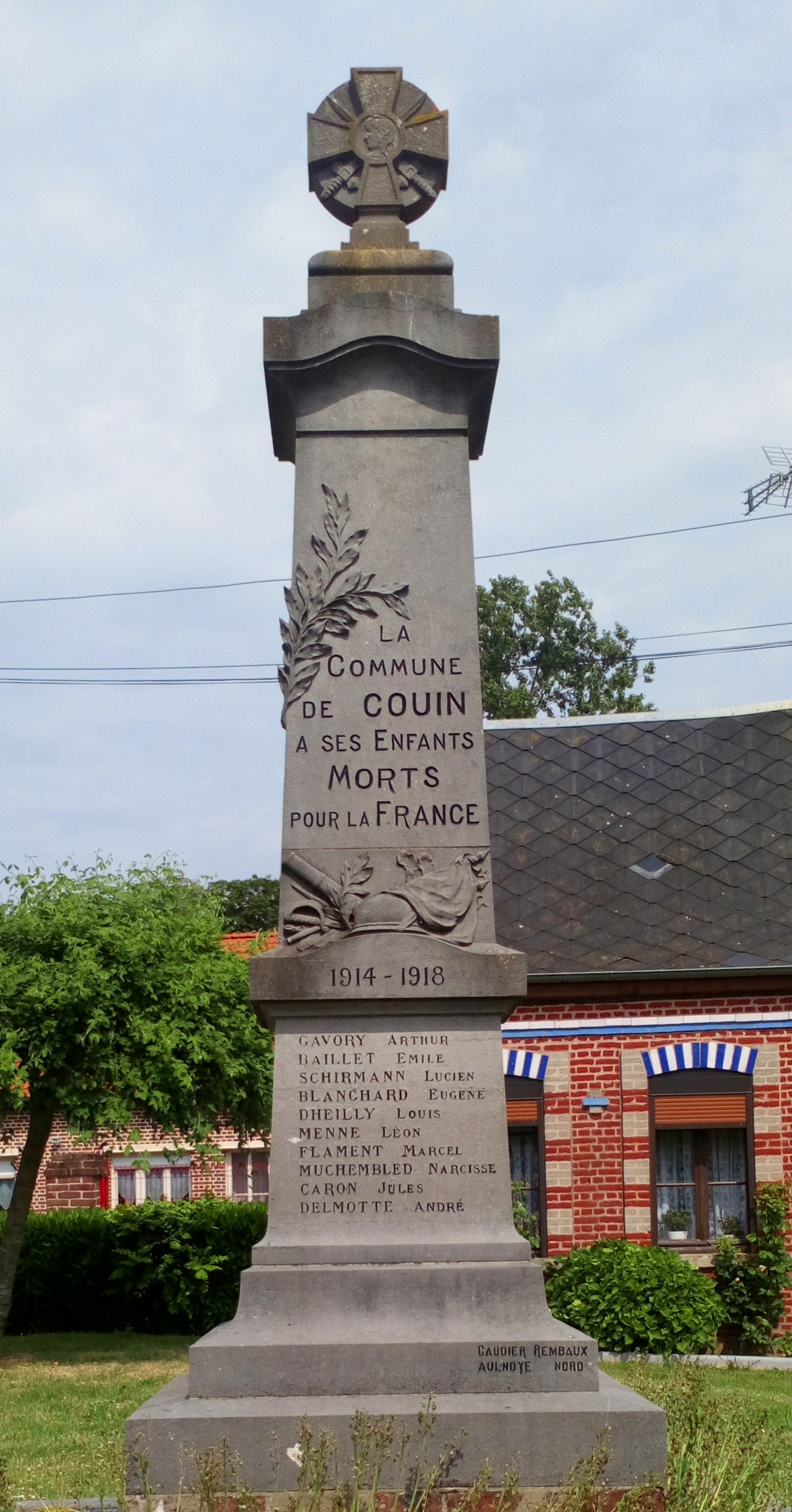
Gefallenendenkmal

- Kirche Saint-Pierre
- Kapelle Couin
- Schloss
- Gefallenendenkmal